# Adelphomyia
Adelphomyia is een geslacht van steltmuggen (Limoniidae).

## Soorten
Deze lijst van 24 stuks is mogelijk niet compleet.
- A. acicularis (Alexander, 1954)
- A. apoana (Alexander, 1931)
- A. basilobula (Alexander, 1968)
- A. biacus (Alexander, 1954)
- A. breviramus (Alexander, 1924)
- A. caesiella (Alexander, 1929)
- A. carbonicolor (Alexander, 1931)
- A. discalis (Alexander, 1936)
- A. excelsa (Alexander, 1928)
- A. ferocia (Alexander, 1935)
- A. flavella (Alexander, 1920)
- A. luzonensis (Alexander, 1931)
- A. macrotrichiata (Alexander, 1923)
- A. otiosa (Alexander, 1968)
- A. paucisetosa (Alexander, 1931)
- A. pilifer (Alexander, 1919)
- A. platystyla (Alexander, 1928)
- A. prionolaboides (Alexander, 1934)
- A. punctum (Meigen, 1818)
- A. rantaizana (Alexander, 1929)
- A. reductana (Alexander, 1941)
- A. saitamae (Alexander, 1920)
- A. satsumicola (Alexander, 1930)
- A. simplicistyla (Alexander, 1940)